# Emmanuelle Hoffman
Emmanuelle Hoffman, née le 17 décembre 1964 à Paris, est une avocate et personnalité politique française.
En juin 2024, elle est élue suppléante d'Astrid Panosyan-Bouvet, députée de la 4e circonscription de Paris, et la remplace après la nomination de cette dernière comme ministre du Travail et de l'Emploi.

## Biographie
Emmanuelle Hoffman est avocate depuis 1988 et exerce en droit de la propriété intellectuelle. En 2009, elle est élue membre du Conseil de l'Ordre du barreau de Paris.
En juin 2024, lors des élections législatives organisées par suite de la dissolution de l'Assemblée Nationale du 9 juin 2024, elle est élue suppléante d'Astrid Panosyan-Bouvet dans la 4e circonscription de Paris (16e et 17e arrondissements).
Elle remplace cette dernière appelée aux fonctions de ministre du Travail et de l'Emploi et prend son siège le 22 octobre 2024.

## Publications
- Emmanuelle Hoffman, Pierre Hoffman, Ingrid Zafrani, BIB, Be Intellectual Property, Fauves Editions, 2017.

- Emmanuelle Hoffman, Nouveaux mondes, nouveaux droits, à vos marques !, Fauves Editions, 2023 [7].